# Rio Natsume
Rio Natsume (född den 20 februari 1985) är en japansk gravyridol. Hon är mest känd för att ha extremt stora naturliga bröst, och samtidigt en liten och smal men ändå kurvig kropp. Hon har släppt ett flertal DVDer och photobooks och medverkat i många TV-program i Japan.
Under 2005 blev Natsume figurerad i ett tv-spel vid namn "Gal of the Sparrow 2", vilket även har med flera berömda J-idoler som Chikako Sakuragi, Saori Yamamoto, Yuka Watanabe, Akari, Kaede Shimizu, Hitomi Okada, och Hatsune Matsushima. Spelet säljs endast i Japan.
Hon har blivit en av de populäraste storbystade japanska idolerna, och har nått internationellt kändisskap (främst genom internet). Det har framkommit av en kritiker att Rios bröst är så "översvällande" att hon kan "visa mer från en enda vinkel i bikini än de flesta kvinnor kan helt nakna."[källa behövs]

## DVD-filmer
- Pure Smile (2003)
- Miss Magazine 2003—Rio Natsume (2003)
- Peach2 no Shizuku (2004)
- Cosplay (2004)
- Go to Beach! (2004)
- Idol One (2004)
- Beach Angels: Rio Natsume in Maldives (2005)
- G-Girl Private+ (2005)
- Idol One: Rio Natsume Special DVD Box (2005)
- Missionary (2005)
- Cow Girl (2005)
- Diary (2005)
- Waterdrop (2005)
- Rio no carnival (2005)
- Natsume no kajitsu (2005)
- Idol Colosseum 2005-Road to Break! (2006)
- Erotica (2006)
- Milk-T (2006)
- Lemon-T (2006)